# Orthetrum sabina
Orthetrum sabina är en trollsländeart. Orthetrum sabina ingår i släktet Orthetrum och familjen segeltrollsländor. IUCN kategoriserar arten globalt som livskraftig.

## Underarter
Arten delas in i följande underarter:
- O. s. sabina
- O. s. viduatum

## Bildgalleri

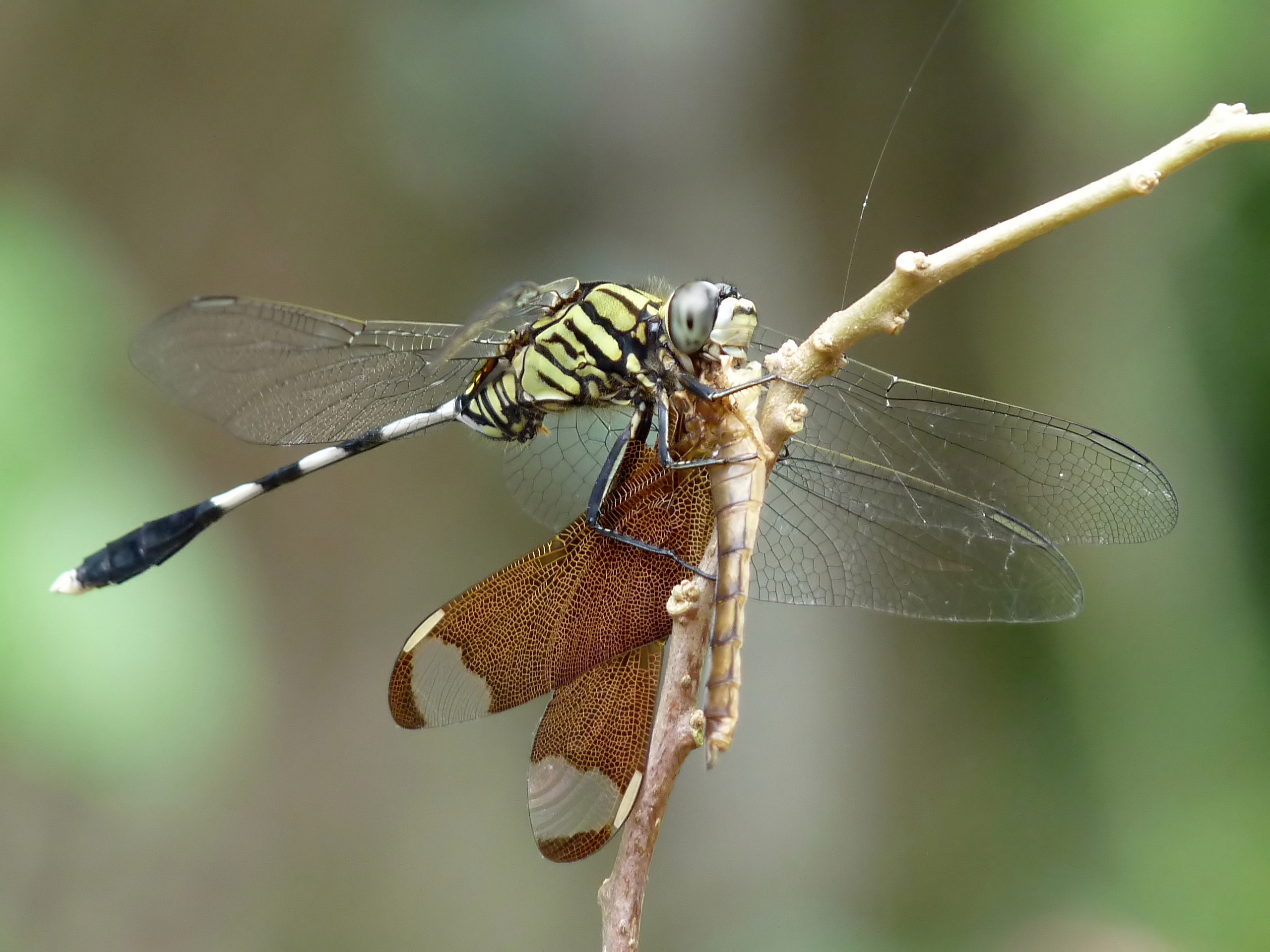
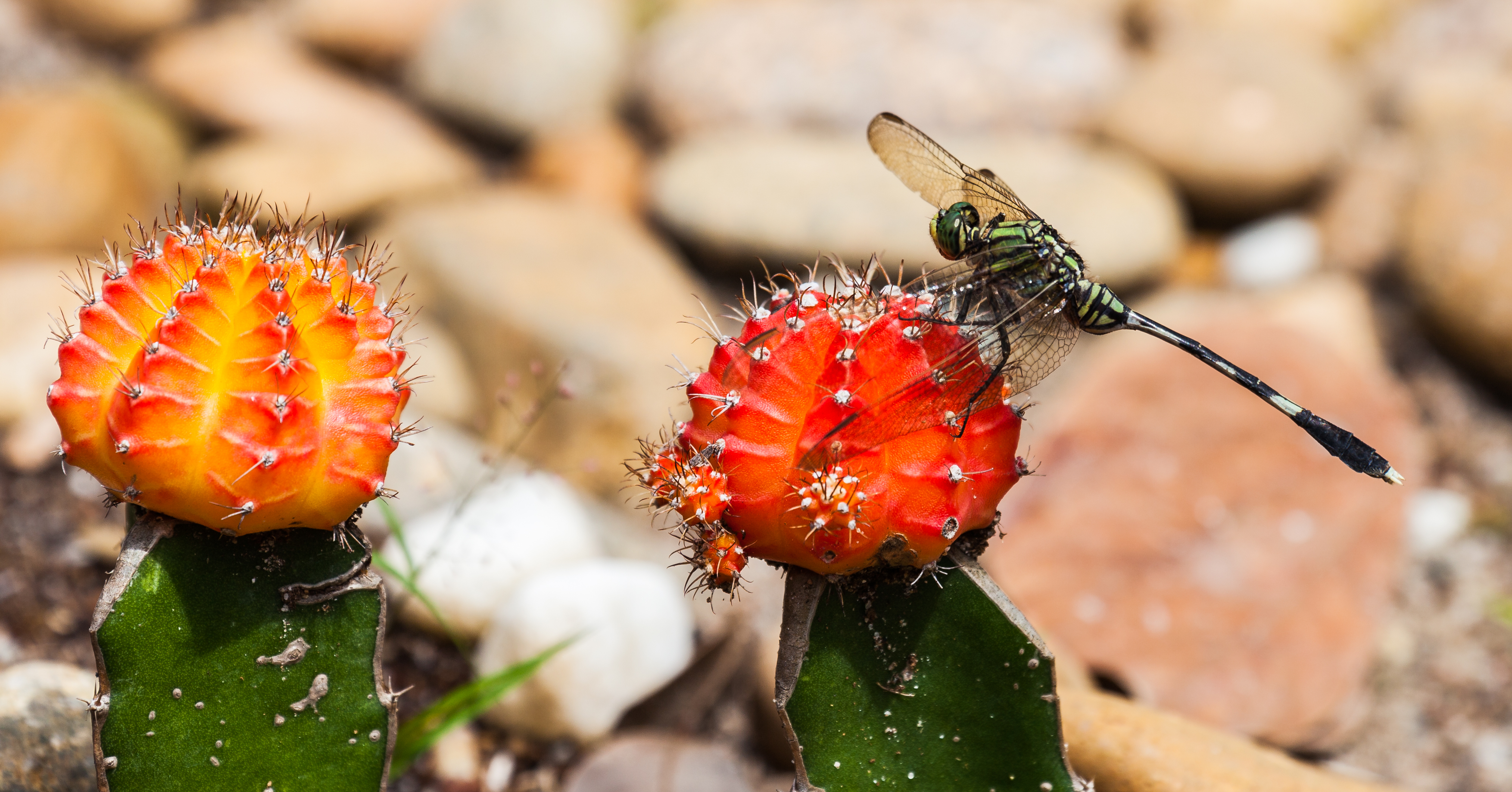
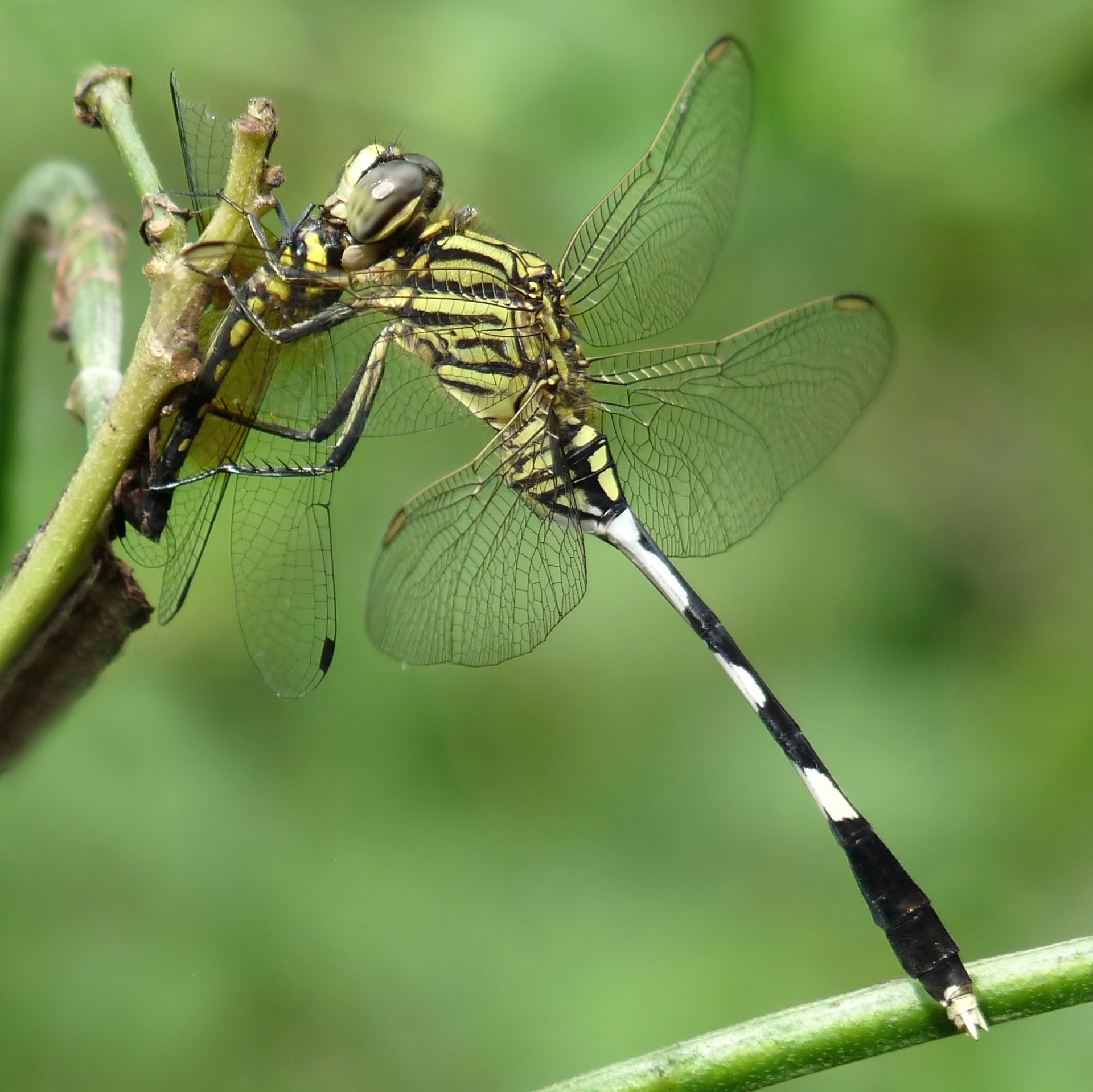
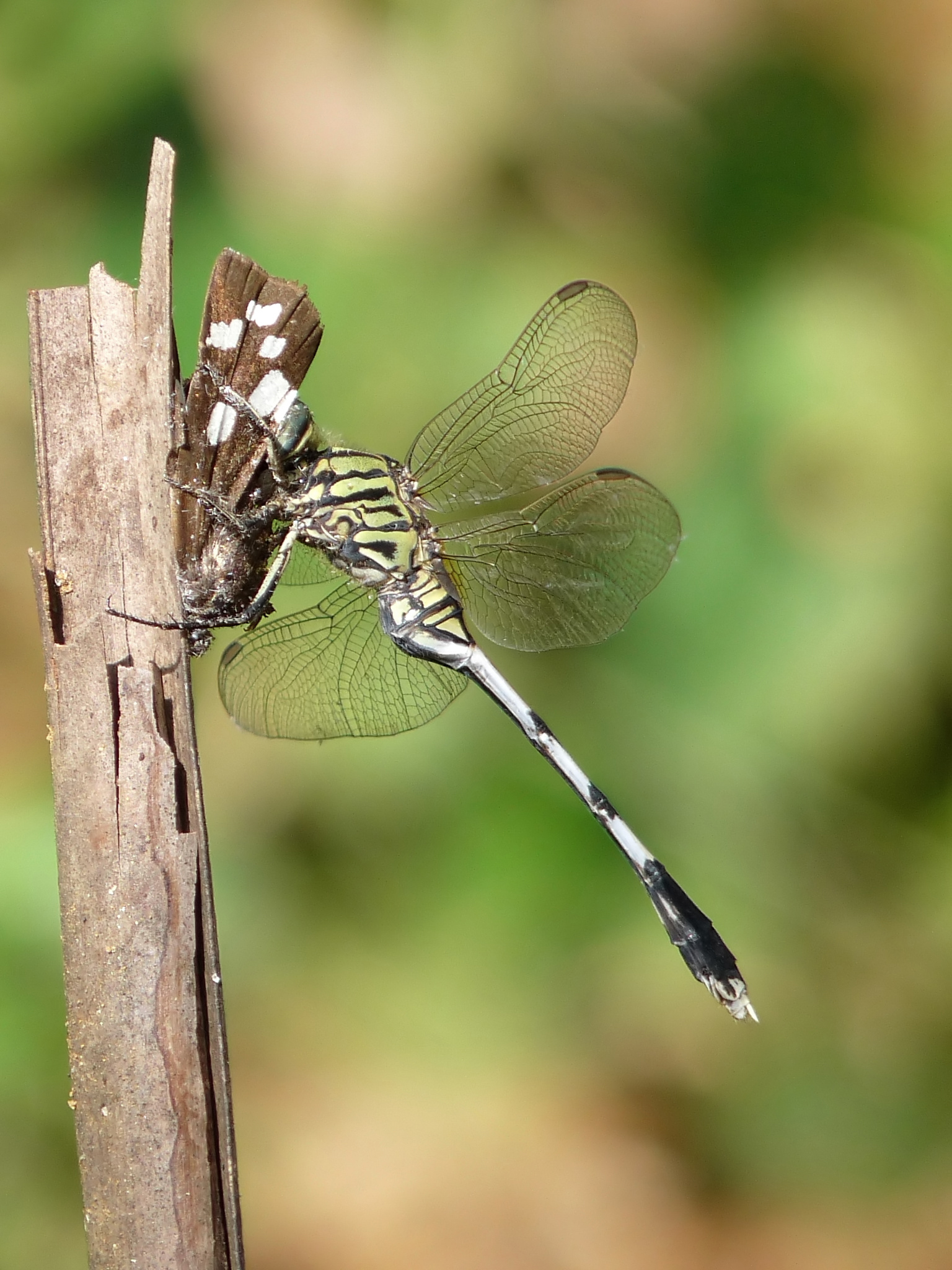
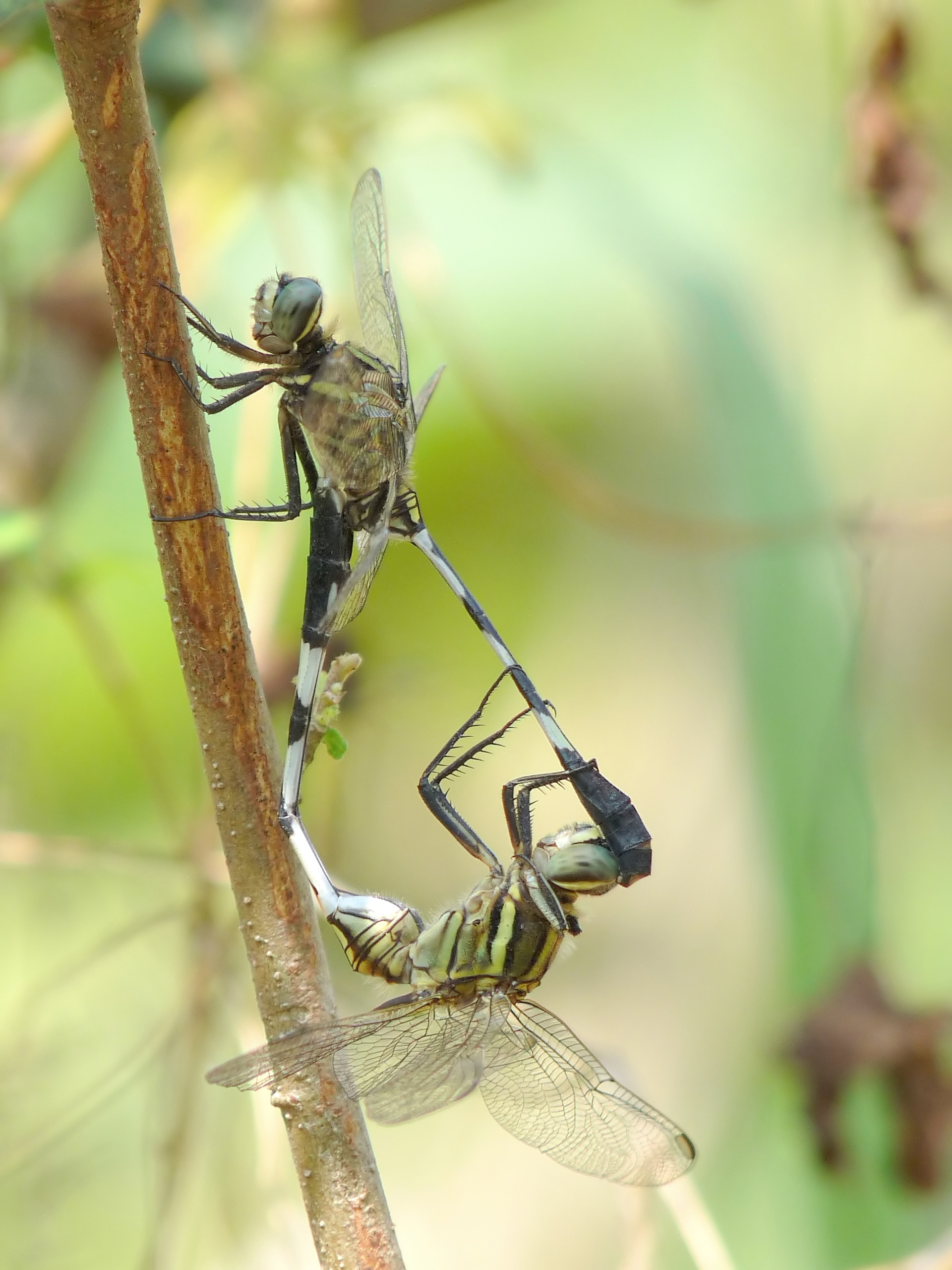
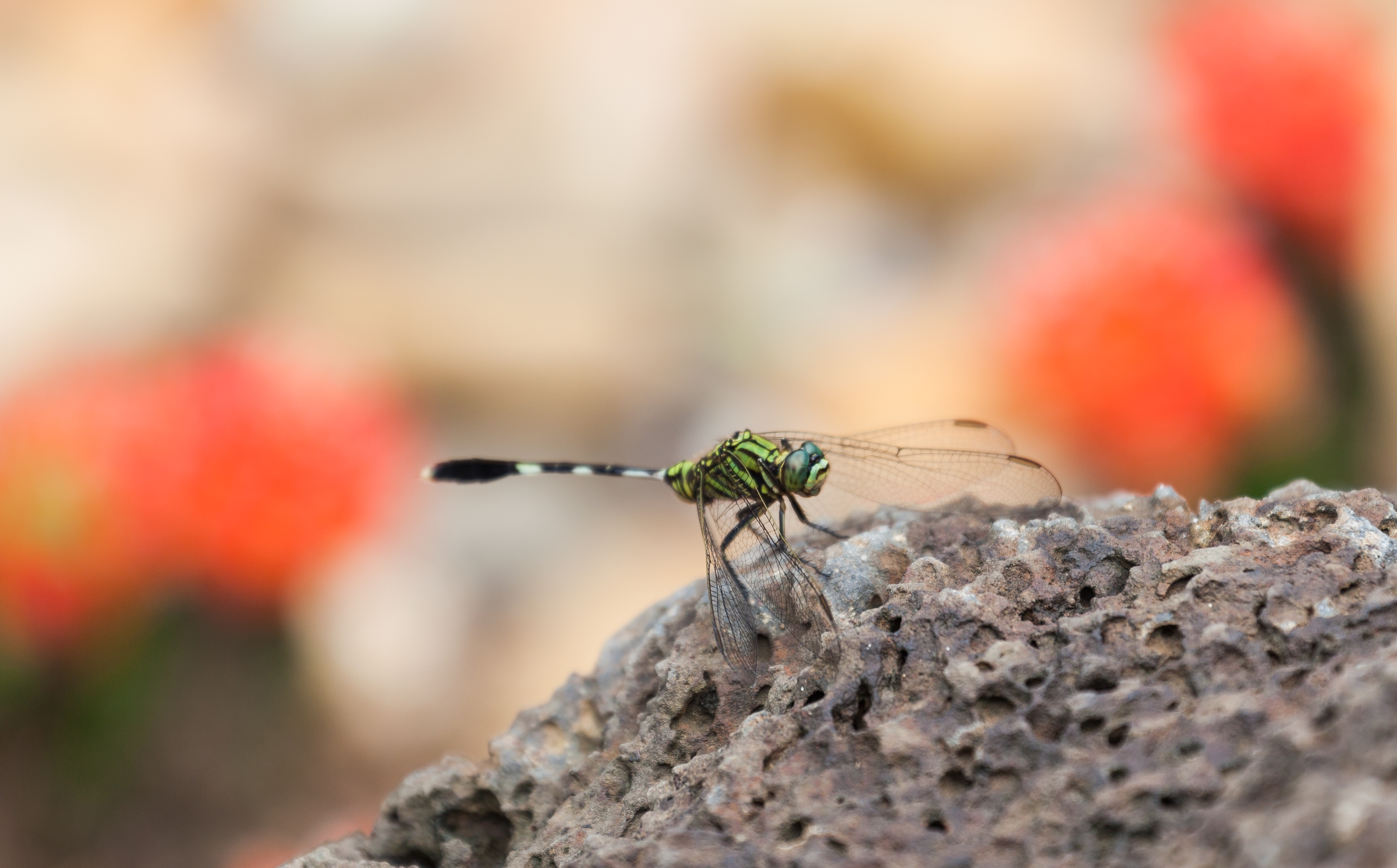